# Юго-восточный маяк острова Блок
Юго-восточный маяк острова Блок (англ. Block Island Southeast Light) — маяк в юго-восточной части острова Блок, национальный исторический памятник с 1997 года.
Строительство маяка началось в 1874 году, через два года после выделения Конгрессом и Президентом Грантом средств (75 тыс. долларов) и завершилось на следующий год. Здание построено в викторианском стиле. Башня маяка представляет собой октагональное строение, сужающееся вверх, высотой 20 м. Рядом расположено двухэтажное с мансардой здание служителей маяка. С начала эксплуатации до 1929 года на маяке использовались линзы Френеля. В 1929—1990 гг использовался зелёный свет, который был виден за 35 км. Линзы Френеля, ранее использовавшиеся, хранятся в музее при маяке, доступном для посещения в летнее время.